# Варцан, Сергей Семёнович
Сергей Семенович Варцан (род. 5 ноября 1950) — советский и российский звукорежиссёр, лауреат российских и международных кинофестивалей. Лауреат национального телеконкурса «ТЭФИ-2004». Доцент кафедры звукорежиссуры Санкт-Петербургского Государственного Университета Кино и Телевидения.

## Образование
Ленинградский государственный институт киноинженеров, электротехнический факультет

## Деятельность
- 1976—1979 — звукоинженер киностудии «Ленфильм»;
- 1979—2001 — звукорежиссёр студии «Лентелефильм»;
- 2001—2008 — гл.специалист видеостудии Всероссийского музея А. С. Пушкина;
- с 2008 — Санкт-Петербургский государственный университет кино и телевидения

## Фильмография
- 1983 — «Без оркестров» (реж. М. Михеев)
- 1983 — «Твоих оград узор чугунный» (реж. И. Наумов)
- 1983 — «Ворота славы» (реж. Н. Горский)
- 1984 — «Живые струны» (реж. М. Михеев)
- 1984 — «Посвящение в любовь» (реж. Л. Цуцульковский)
- 1985 — «Инженерный Михайловский замок» (реж. К. Артюхов)
- 1985 — «Оркестр» (реж. А. Аристов)
- 1986 — «Взгляд» (реж. В. Виноградов)
- 1986 — «Встреча с Мурманском» (реж. О. Рябоконь)
- 1987 — «Групповой портрет с Кижами» (реж. В. Виноградов)
- 1987 — «Прогулка в ритмах стэпа» (реж. О. Рябоконь)
- 1987 — «Дайте миру шанс!» (реж. А. Аристов)
- 1987 — «Парус, ветер и мы» (реж. И. Наумов)
- 1988 — «Времена не выбирают» (реж. Л. Цуцульковский)
- 1988 — «Жить, думать, чувствовать, любить…» (реж. Е. Макаров)
- 1989 — «Голоса» (реж. Е. Макаров)
- 1989 — «Леонид Александрович Говоров» (реж. Л. Цуцульковский)
- 1989 — «Последний пылкий влюблённый» (реж. Е. Макаров, Г. Товстоногов)
- 1989 — «В ожидании Элизабет» (реж. Е. Макаров)
- 1990 — «Настанет свой черед» (реж. Л. Цуцульковский)
- 1990 — «Дрезден. Три страницы» (реж. Л. Цуцульковский)
- 1991 — «Течение» (реж. В. Иванец)
- 1991 — «Колыма» (реж. М. Михеев)
- 1991 — «Николай Акимов» (реж. Л. Цуцульковский)
- 1992 — «TERRA INCOGNITA» (реж. М. Михеев)
- 1992 — «Третий дубль» (реж. Л. Цуцульковский)
- 1992 — «Дмитрий Панин» (реж. Л. Цуцульковский)
- 1992 — "Чхая о «Сайгоне» (реж. В. Витухновский)
- 1993 — «Представление для. . .» (реж. Ю. Кияшко)
- 1994 — «CON DOLORE» (реж. Н. Якушева)
- 1994 — «Айвазовский» (реж. Л. Цуцульковский)
- 1994 — "Сильвестр Щедрин. «Вид Сорренто близ Неаполя» (реж. Л. Цуцульковский)
- 1994 — «Щелыково» (реж. Л. Цуцульковский)
- 1995 — «Пионерка Мэри Пикфорд» (реж. В. Левин)
- 1996 — «50 лет военной дипломатии»
- 1997 — «Потомки Пушкина» (реж. К. Артюхов)
- 1999 — «На Мойке близ Конюшенного моста» (реж. К. Артюхов)
- 2002 — «Время любить» (13 серий, реж. В. Бутурлин)
- 2002 — «Странная жизнь Аннибала» (реж. К. Артюхов)
- 2004 — «На брегу реки Фонтанки» (реж. К. Артюхов)
- 2004 — «Честь имею!..» (4 серии, реж. В. Бутурлин)
- 2004 — «Пари» (реж. Б. Павлов-Сильванский)
- 2005 — «Двое из ларца» (реж. И. Мужжухин, А. Ламакин)
- 2006 — «Сибирский сказочник» (реж. К. Артюхов)
- 2006 — «Тени прошлого» (реж. А. Колбышев, А. Дуняев)
- 2007 — «Сайд-степ» (реж. М. Мигунова)
- 2007 — «Боец-2» (14 серий, реж. И. Криворучко)
- 2008 — «Станционный смотритель» (реж. А. Кривонос)
- 2008 — «Юнкера» (12 серий, реж. И. Черницкий)
- 2008 — «Предприниматель» (реж. В. Смирнов)
- 2009 — «Ты, твое пиво и то, как ты велик» (реж. Д. Скворцов)
- 2009 — «Летучий отряд» (реж. А. Ламакин)
- 2010 — «Принцесса Турандот» (реж. В. Карев)
- 2010 — «Лиговка» (12 серий, реж. А. Бутько, А. Молочник)
- 2011 — «Часы любви» (16 серий, реж. А. Ламакин, П. Мальков)
- 2011 — «Защита свидетелей» (12 серий, реж. В. Фурман, А. Лебедев)
- 2012 — «Подпоручикъ Ромашовъ» (реж. И. Черницкий)
- 2013 — «Бездна» (16 серий, реж. Д. Петрунь)
- 2013 — «Шутки ангела» (реж. Е. Аксенов)
- 2013 — «Хмуров» (16 серий, реж. С. Коротаев)
- 2013 — «Одноклассницы» (реж. Г. Жихаревич)
- 2022 — На высоте (реж. Е. Берсон)

## Награды
- 1984 — Специальный приз жюри МКФ «Человек и море» («Без оркестров» хр.- док.);
- 1992 — Главный приз жюри МКФ «Балтийский фильм» о.Борнхольм («Колыма» — хр.- док.); Приз жюри «Серебряный голубь» МКФ в Лейпциге;
- 1996 — Медаль Жукова (за д/ф «50 лет военной дипломатии»);
- 2002 — специальный приз жюри VIII российского кинофестиваля «Литература и кино», г.Гатчина («Странная жизнь Аннибала», хр.- док.);
- 2004 — диплом победителя национального телеконкурса «ТЭФИ-2004» в номинации телевизионный художественный фильм («Честь имею!..»);
- 2005 — спец. приз жюри «За верность ценностям русской культуры» российского кинофестиваля «Литература и кино», г.Гатчина («На брегу реки Фонтанки» — хр.- док.);
- 2006 — приз жюри МКФ «Послание к человеку», г. Санкт-Петербург («Сибирский сказочник» — хр.- док.).
- 2007 — Гран-при X Евразийского Телефорума (т/с «Юнкера»)